# 매슈 플린더스

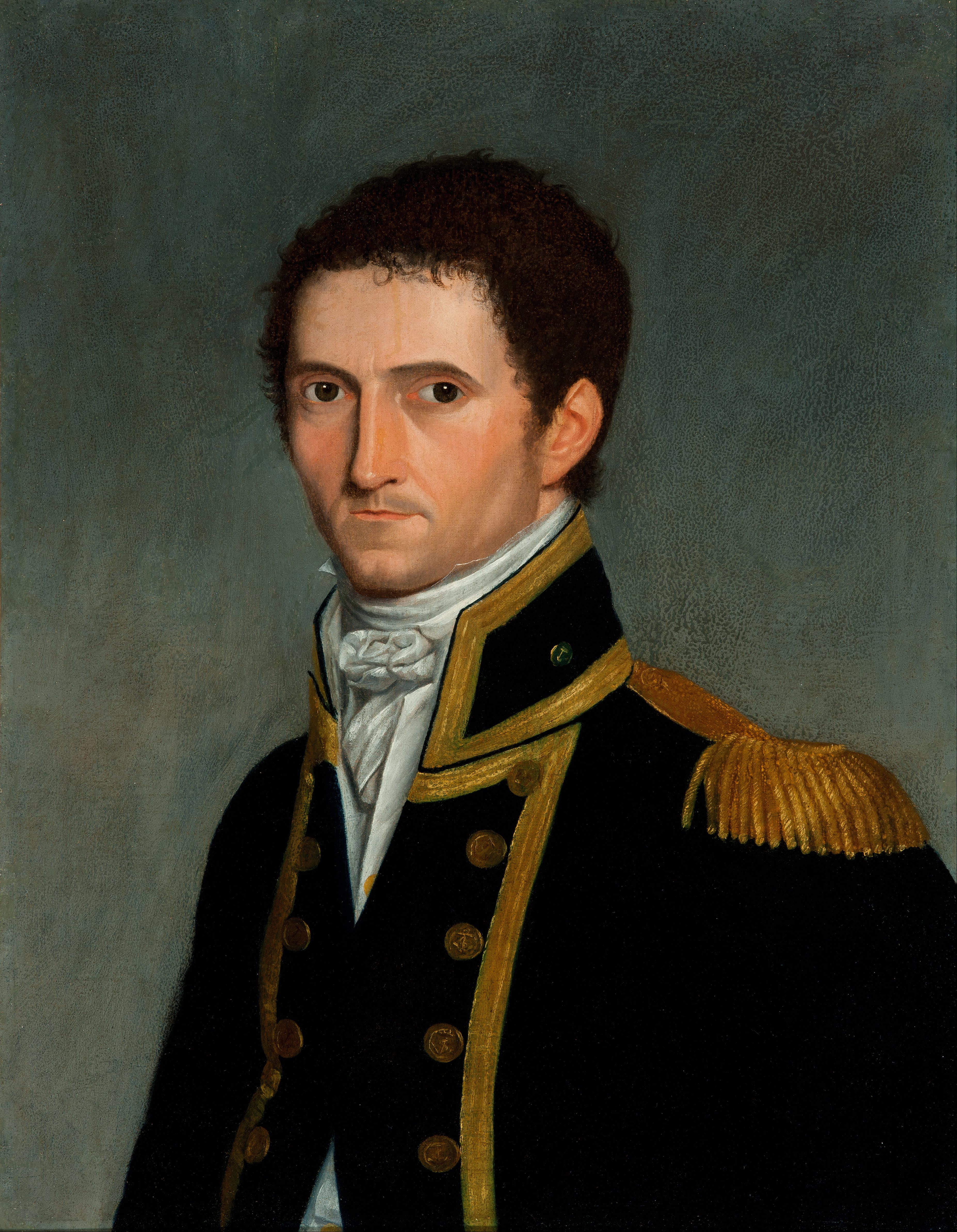
매슈 플린더스

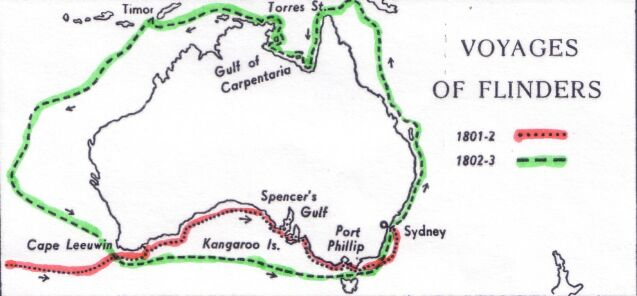
매슈 플린더스의 오스트레일리아 항해 과정

매슈 플린더스(영어: Matthew Flinders, 1774년 3월 16일 ~ 1814년 7월 19일)는 잉글랜드의 항해사, 지도 제작자이다. 오스트레일리아 연안을 일주하는 항해를 진행하는 한편 '오스트레일리아'(Australia)라는 이름을 지명으로 사용할 것을 제안했다. 오스트레일리아에는 그를 기념하기 위해 명명된 지명들이 있으며 오스트레일리아 각지에는 그의 동상이 세워져 있다.

## 생애
1774년 3월 16일에 잉글랜드 링컨셔주 도닝턴(Donington)에서 태어난 플린더스는 1789년에 영국 왕립해군에 입대한 뒤부터 영국 왕립해군 대령으로 복무했다. 1791년부터 1810년까지 3차례에 걸쳐 남반구 해안을 항해했고 1798년 1월 4일에는 배스 해협을 발견했다. 1801년 1월에는 영국 해군의 군함 인베스티게이터 호(Investigator)의 선장으로 임명되었다.
1802년 5월 9일에 시드니에 상륙한 뒤부터 오스트레일리아 연안을 일주하는 항해를 진행했다. 플린더스의 오스트레일리아 연안 항해는 1803년 6월 9일에 시드니에 다시 상륙할 때까지 계속되었다. 1803년 12월 17일에는 프랑스의 식민지로 있던 모리셔스에서 프랑스 군대의 전쟁 포로로 잡혀 6년 6개월 동안 수감되기도 했지만 1810년 10월에 석방되면서 영국 런던으로 귀환했다. 1814년 7월 18일에는 항해 일지인 《테라 아우스트랄리스에 대한 모험》(A Voyage to terra Australis)을 출간했으며 1814년 7월 19일에 런던에서 향년 40세를 일기로 사망했다.

## 오스트레일리아의 명명
플린더스는 오스트레일리아라는 용어를 처음으로 사용한 사람이 아니다. 1771년에 스코틀랜드의 지리학자인 알렉산더 댈림플(Alexander Dalrymple)이 편찬한 자신의 저서인 《남태평양 모험과 항해의 역사에 관한 수집품들》(An Historical Collection of Voyages and Discoveries in the South Pacific Ocean)에서 오스트레일리아라는 용어를 처음으로 사용한 것으로 추정된다.
1804년에 모리셔스에서 프랑스 군대의 전쟁 포로로 잡혀 수감 생활을 하고 있던 플린더스는 자신의 형제들에게 보낸 편지에서 "나는 이 대륙을 '오스트레일리아'(Australia, 아우스트랄리아) 또는 '테라 아우스트랄리스'(Terra Australis)라고 부른다."라고 썼다. 또한 조지프 뱅크스 경(Sir Joseph Banks)에게 보낸 편지와 《나의 오스트레일리아 해도》(My general chart of Australia)에서 오스트레일리아라는 이름을 언급했다. 1810년에 런던에 도착한 뱅크스는 오스트레일리아라는 이름을 인정하지 않았고 플린더스가 보냈던 지도가 담긴 소포 또한 받지 않았다. 당시에는 '뉴홀랜드'(New Holland), '테라 아우스트랄리스'(Terra Australis)라는 이름이 일반적으로 쓰이고 있었기 때문에 플린더스의 뜻에 어긋난 경우가 많았다.
1814년에는 플린더스의 항해 일지인 《테라 아우스트랄리스에 대한 모험》(A Voyage to terra Australis)이 출간되었다. 플린더스는 이 책에서 "테라 아우스트랄리스(Terra Australis)라는 이름은 이 나라의 지리적 중요성을 기술하는 것으로서 앞으로도 남을 것이다. 그러나 원래 이름을 더 듣기 쉽고 지구 밖의 지명과의 균형을 생각한다면 '오스트레일리아'(Australia)라는 이름으로 바꾸는 것이 좋겠다."라고 썼다. 플린더스가 자신의 책에서 '오스트레일리아'(Australia)라는 지명을 제안한 뒤부터 오스트레일리아라는 이름은 일반에 널리 사용되었다. 1817년 12월 12일에는 래클런 매쿼리 뉴사우스웨일스 총독이 오스트레일리아라는 지명을 공식적으로 승인했고 1824년에는 영국 왕립해군이 오스트레일리아라는 대륙 이름을 승인했다.